# Centrul Național de Excelență Profesională pentru Bibliotecari
Centrul Național de Excelență Profesională pentru Bibliotecari (CNEPB) este constituit în baza Memorandumului între Primăria Municipiului Chișinău, Biblioteca Municipală „B.P. Hasdeu” și Reprezentanța din Republica Moldova a Fundației IREX Programul Novateca, Asociația Bibliotecarilor din RM. CNEPB este un proiect național care implică și antrenează bibliotecarii din toate rețelele în acțiuni de instruire. Sălile de instruire, organizate într-un ambiant plăcut și dotate cu mobilier și echipament necesar – calculatoare, laptopuri, tablete, videoproiector, tablă interactivă, imprimante performante (copiator, scanner, fax), camere video, fotoaparat digital, asigură derularea procesului de instruire în condiții optime.
De asemenea, Centrul dispune de o bibliotecă, ca suport didactic și informațional în activitatea de formare profesională, care oferă acces la publicații din domeniul biblioteconomiei și științelor informației (cărți, CD-uri, DVD-uri, jocuri de societate, ediții periodice curente etc.).

## Istoric
CNEPB a fost instituționalizat și se regăsește în organigrama Bibliotecii Municipale „B. P. Hasdeu” din data de 28 martie 2014. A fost ales ca Centru Coordonator al Centrelor regionale de Excelență Profesională din raioanele și orașele Telenești, Orhei, Bălți, Căușeni, Cahul, Ceadîr-Lunga cu specializarea în prestarea serviciilor de formare pe segmentul inovațiilor și oferirea de servicii de formare pentru membrii comunității specifice bazate pe inovații.
Centrului îi sunt arondate raioanele Hâncești, Strășeni, Criuleni, Dubăsari, Ialoveni, Nisporeni și bibliotecile publice din suburbiile mun. Chișinău: Codru, Cricova, Durlești, Sîngera, Vadul lui Vodă, Vatra, Băcioi, Bubuieci, Budești, Ciorescu, Colonița, Condrița, Cruzești, Dumbrava, Ghidighici, Grătiești, Stăuceni, Tohatin, Trușeni.

## Activițăți
CNEPB organizează, împreună cu Departamentele specializate, furnizarea unor formate noi de instruire, menite să încurajeze inovarea activității profesionale:
- Cafeneaua biblioteconomică „Chindii profesionale” în cadrul căreia se abordau subiecte inovative:
  - internalizarea brandingului,
  - transformarea bibliotecarilor in profesioniști ai inovației,
  - cultura eșecului – primul pas spre cultura inovației,
  - cultura serviciilor de excelență,
  - biblioteca modernă,
  - expoziția vie – o metodă de promovare a lecturii,
  - biblioteca-incubator;
- Zilele FedEx@Hasdeu, ce presupun o metodă de colectare a ideilor inovative ale angajaților.

Au fost realizate Cursuri de Formare formatori pentru bibliotecarii BM și Traininguri cu temele:
- scrierea proiectelor,
- formare facilitatori, care a avut continuitatea în cursul  „Formarea formatorilor în metodologia poveștilor digitale livrată de formatori BM”.

De asemenea, la CNEPB a avut loc instruirea bibliotecarilor din cadrul bibliotecilor din suburbiile mun. Chișinău, la temele:
- Conceptele Bibliotecii Moderne,
- Tehnologii informaționale,
- Servicii noi.

Tot aici s-au desfășurat și instruiri pentru bibliotecarii din Centrele Regionale de Excelență și raioanele arondate:
- Atelierul „Cum elaborăm documentele curriculare pentru acreditare în domeniul formării”,
- Master klass „Metodologia organizării - Orei poveștilor”.

În colaborare cu ABRM și USM au fost realizate cursuri de formare continuă „Managementul inovațional al instituțiilor infodocumentare”, „Biblioteca Școlară”: 
- modernizare și schimbare prin prisma Manifestului UNESCO,
- Cursuri de formare profesională de scurtă durată: Bazele Biblioteconomiei și Științele Informării,
- Proiectul „Al treilea spațiu al comunității” - Curs Cetățenie activă.

### Oferta educațională
CNEPB oferă oportunități de dezvoltare profesională pentru bibliotecari, prin acțiuni de instruire non-formală, promovând concepte inovative de dezvoltare a bibliotecilor și a comunității din Republica Moldova.
- Training of Trainers (ToT)
- Servicii Inovative
- Tehnologii Informaționale
- Advocacy.

## Parteneriate
- USM – parteneriatul a fost stabilit în vederea susțineri instruirii bibliotecarilor din bibliotecile universitare și publice prin găzduirea evenimentelor de instruire și prin furnizarea de ateliere, seminare, cursuri de către formatorii CNEPB, BM.
- Primăria Municipiului Chișinău și Primăria orașului Yehud-Monosson (Israel) – a fost organizat atelierul „Planificarea strategică pentru dezvoltarea șahului” în cadrul căruia s-a desfășurat și meciul de șah on-line disputat între echipele orașelor Chișinău, RM și Yehud-Monosson, Israel cu participarea primarilor D. Cirtoacă și I. Malkis și cu Academia de șah la care au participați membrii comunității interesați de șah.
- Platforma societății civile „Pentru Europa” – a furnizat atelierul „Prin promovarea valorilor europene către o poziție civică europeană”.
- Asociația „Tinerii pentru dreptul la viață” – susținută de trainerii de la Academia Nicolae Dumitrescu, în parteneriat cu care s-au realizat atelierele „Oportunități și Programe de Voluntariat”, „Aspecte practice și legale privind obținerea statutului de instituție gazdă”, „Securing major Donors”.
- o serie de traineri, prestatori de servicii externi și privați, cu care s-a stabilit relații de parteneriat, în furnizarea instruirilor: Ioana Crihană, director executiv Asociația Națională a Bibliotecarilor și Bibliotecilor din România (ANBPR), Margareta Tătăruș (România), Silvia Bicenco, Svetlana Macrinici, Andrei Cuciuc, Viorica Ataman, Nicolae Procopie, Mariana Cojan, Lilia Snegureac, Elena Carauș, Gavrilță Lucia, Ilie Dercaci.
- Programul Național Novateca. Datorită acestui parteneriat, CNEPB a furnizat și a găzduit 6 runde de formare a formatorilor „Dezvoltarea Curriculumului pentru activități de training”, 7 runde de ateliere „Servicii noi de bibliotecă”, cursuri „Educația Mediatică pentru bibliotecari”, traininguri „Coalizare și advocacy pentru îmbunătățirea politicilor publice”, „Raportarea on-line”, „EduTeca”, „Academia de vară a tinerilor bibliotecari”, „Cursul Bootcamp GirlsGoIT” ș.a.